# Juliomys rimofrons
Juliomys rimofrons är en gnagare i familjen hamsterartade gnagare som förekommer i östra Brasilien. Typexemplaret hittades i kommunen Itamonte.
Arten är med en kroppslängd (huvud och bål) av 85 till 93 mm och en svanslängd av 99 till 121 mm lite mindre än Juliomys pictipes. Den långa pälsen har på ovansidan en ockra färg och den får orange nyanser vid stjärten. Undersidan är täckt av ljusbrun päls och regionen kring hakan är vitaktig. Typisk är mörka ögonringar. Även svansen är uppdelad i en mörk ovansida och en vitaktig undersida. Dessutom bildar svarta hår en mörk linje på svansens topp. Vid svansens spets finns en liten tofs med mörka och vita hår. Juliomys rimofrons skiljer sig från andra släktmedlemmar i avvikande detaljer av kraniet och tänderna. Den har en diploid kromosomuppsättning med 20 kromosomer (2n=20).
Denna gnagare hittades i delstaterna Rio de Janero, Minas Gerais och São Paulo. Det är okänt om populationerna är sammanhängande. Individerna lever i Atlantskogen. Fynd gjordes på marken men andra släktmedlemmar klättrar i träd. Typiska växter är träd av brödgranssläktet, gräs och växter av släktet Bromelia.
Troligtvis påverkas beståndet av landskapsförändringar. Uppskattningar angående utbredningsområdets storlek ligger mellan 300 och 20 000 km². IUCN listar arten som nära hotad (NT).